# Stratificatie (botanie)
Sommige zaden hebben een stratificatie nodig alvorens ze kunnen kiemen.
De volgende soorten stratificatie worden onderscheiden:
- Koude stratificatie en
- Mechanische stratificatie

## Mechanische stratificatie
Door stratificatie wordt de zaadhuid beschadigd, waarna het zaad water kan opnemen. De beschadigingen kunnen niet alleen mechanisch ontstaan, maar ook via passage van het maag-darmkanaal van dieren, zoals vogels.